# Toussaint Dubreuil

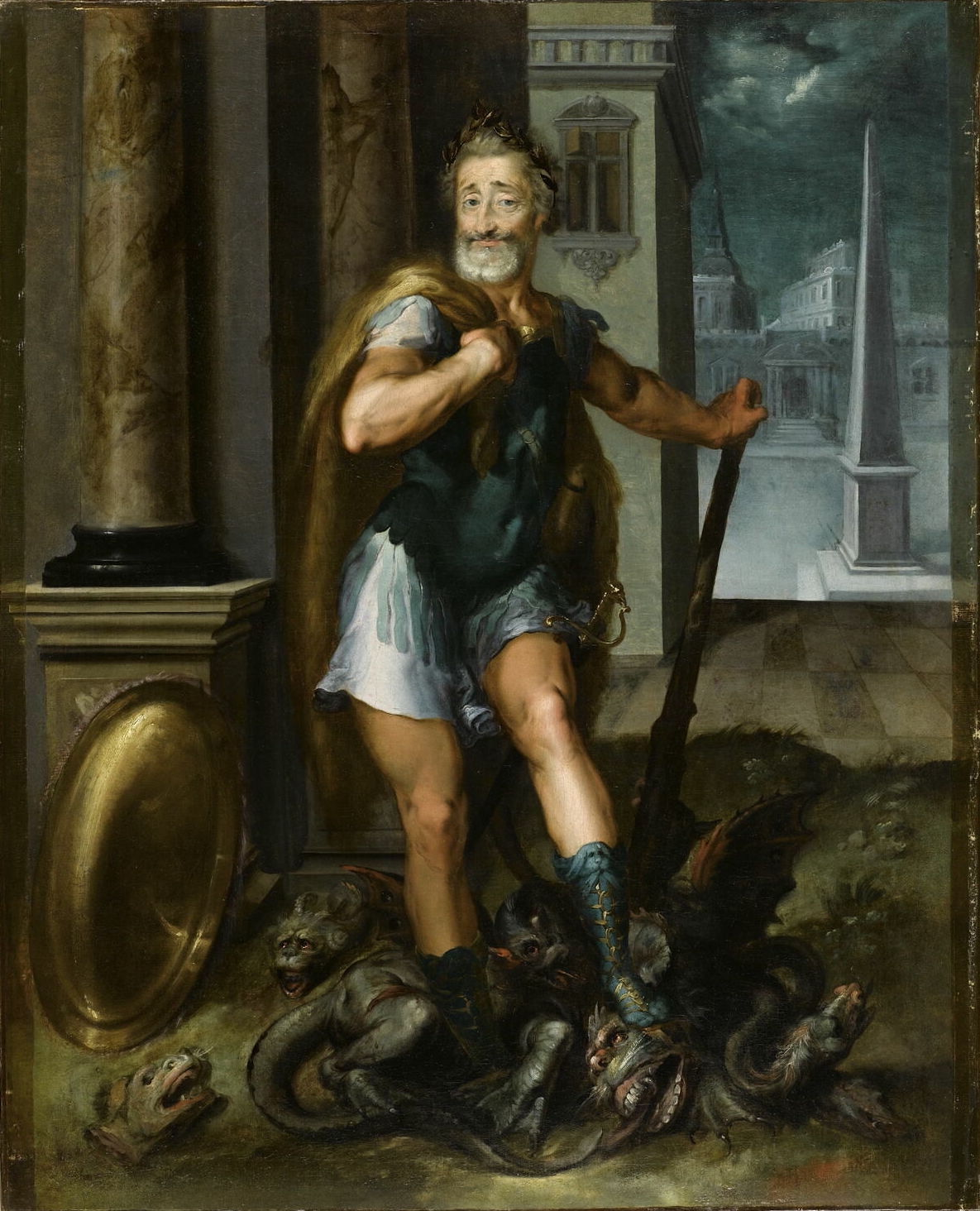
Toussaint Dubreuil

Toussaint Dubreuil (c. París, 1561-1602) fue un pintor francés, asociado (desde 1594) con la segunda Escuela de Fontainebleau (junto con los artistas Martin Fréminet y Ambroise Dubois). Sus obras de estilo manierista, muchas de las cuales se han perdido, siguen en el uso de formas muy alargadas y ondulantes, con composiciones abarrotadas, que recuerdan las de la obra de Francesco Primaticcio (c. 1505-1570). Muchos de los temas del Dubreuil incluyen escenas mitológicas y escenas de las obras de ficción de escritores como el italiano Torquato Tasso, el clásico griego Heliodoro de Emesa y el poeta francés Pierre de Ronsard.
- Datos: Q386127
- Multimedia: Toussaint Dubreuil / Q386127